# Leipheim
Leipheim est une ville de Bavière (Allemagne), située dans l'arrondissement de Guntzbourg, dans le district de Souabe.

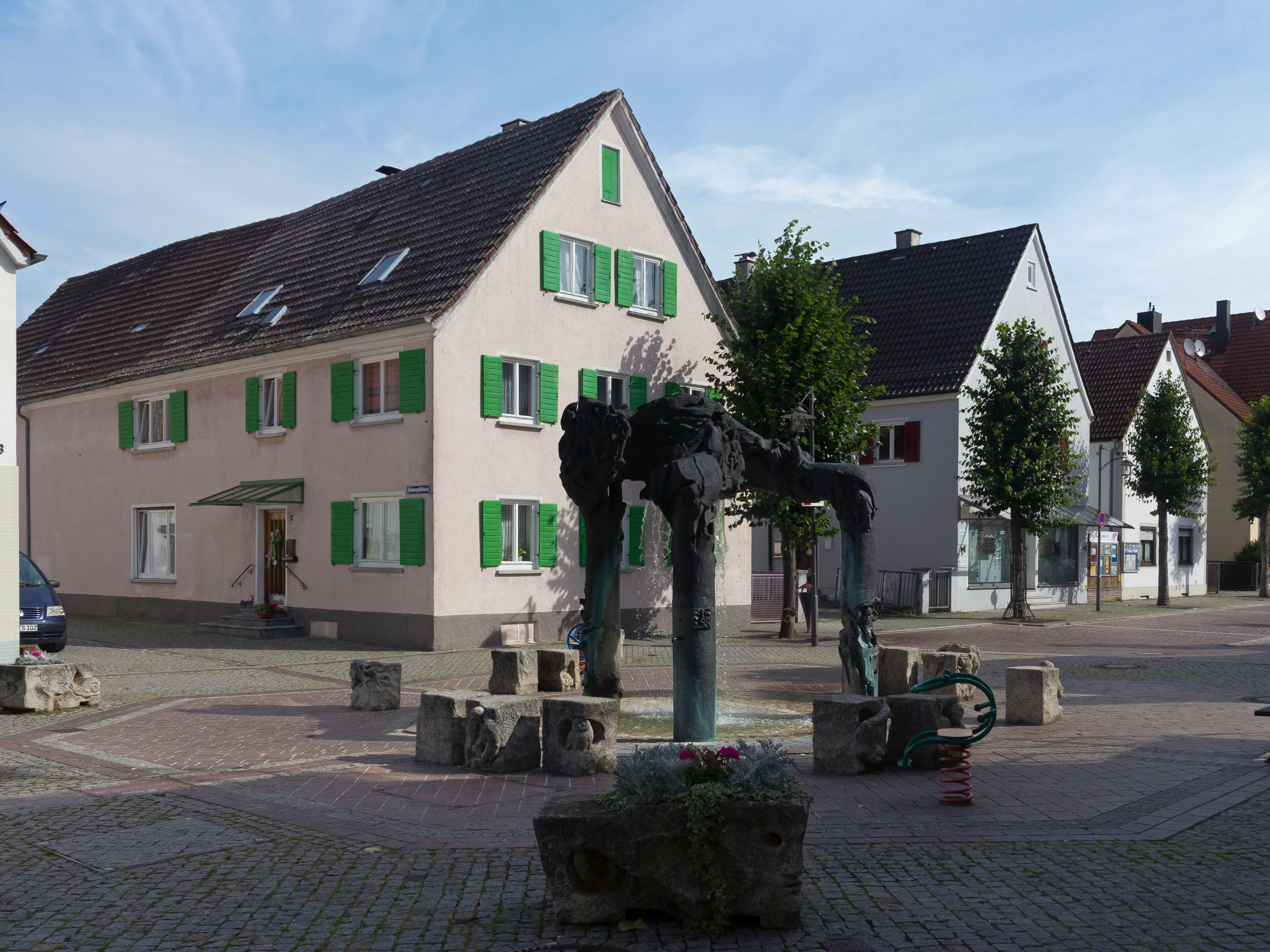
Sculpture sur le Stadtberg

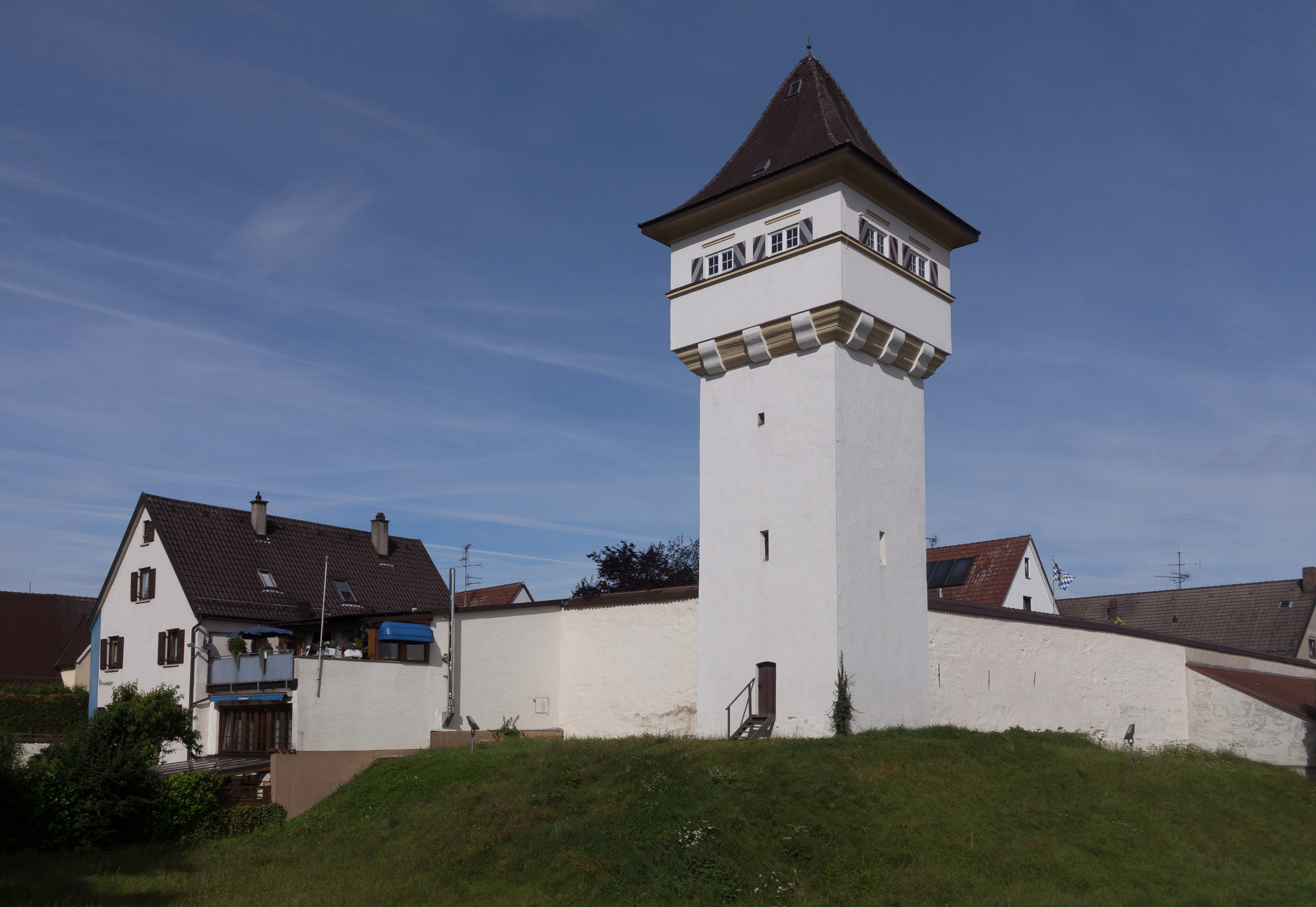
Tour: der Hauselersturm